# Sport athlétique Gazinet-Cestas (rink hockey)
Pour le club omnisports, voir Sport athlétique Gazinet-Cestas.
Actualités
La section rink hockey du club omnisports du Sport athlétique Gazinet-Cestas est l'une des principales sections à avoir écrit les lignes du palmarès du club.
En 2012, le club parvient à retrouver le plus au niveau français après une saison lors de laquelle le club termine premier du championnat de National 2 Nord.

## Palmarès
Championnat de France de Première division
- Vainqueur en 1936, 1947 et 1953
- Vice-champion de France en 1992
- Troisième en 1990

Championnat de France de Seconde division
- Vainqueur en 1997
- Vice-champion de France en 2001 et 2012

Coupe de France
- Meilleure performance: 4e en 2012

## Effectif 2013-2014
| Nom                   | Poste           | Nationalité sportive | Sélections    | Arrivé en     | Club précédent                   |
| José Garrido          | Gardien         | Espagne              | -             | 2012          | CP Vilanova (D1 espagnole)       |
| Daniel Fernandez      | Gardien         | Argentine            | -             | 2013          | Deportivo Aberastain (Argentine) |
| Marc Armero           | Joueur de champ | Espagne              | -             | 2012          | SPRS Ploufragan                  |
| Ricardo Lopes         | Joueur de champ | Portugal             | -             | 2011          | ?                                |
| Fabien Broustaut      | Joueur de champ | France               | France U20    | Formé au club | -                                |
| Helder Gomes          | Joueur de champ | Portugal             | -             | 2011          | ?                                |
| Christophe Constantin | Joueur de champ | France               | -             | 2012          | SA Mérignac                      |
| Mariano Ortiz         | Joueur de champ | Argentine            | Argentine U20 | 2013          | Follonica H (D1 italienne)       |
| Nathan Devenys        | Joueur de champ | France               | France U20    | Formé au club | -                                |
| Daniel Veloso         | Joueur de champ | France               | -             | Formé au club | -                                |
| Gaëtan Rauscher       | Joueur de champ | France               | France U20    | Formé au club | -                                |

Entraîneurs : 

 Thierry Cadet (coach)

 Nicolas Laborde (adjoint)

 Fabrice Blasquez (gardien)